# Sunset Village
Sunset Village is een plaats (census-designated place) in de Amerikaanse staat Georgia, en valt bestuurlijk gezien onder Upson County.

## Demografie
Bij de volkstelling in 2000 werd het aantal inwoners vastgesteld op 871.

## Geografie
Volgens het United States Census Bureau beslaat de plaats een oppervlakte van
12,9 km², waarvan 12,8 km² land en 0,1 km² water. Sunset Village ligt op ongeveer 245 m boven zeeniveau.

## Plaatsen in de nabije omgeving
De onderstaande figuur toont nabijgelegen plaatsen in een straal van 20 km rond Sunset Village.